# Wilhelm Fränkel (Architekt)
Paul Wilhelm Fränkel, auch Paul Willy Fränkel (* 12. Februar 1874 in Mutzschen; † nach 1928) war ein deutscher Architekt.

## Leben
Fränkel studierte von 1896 bis 1900 an der Kunstakademie Dresden bei Paul Wallot. Danach war er als Architekt in Düsseldorf und Hamburg tätig. Als weiterer Wirkungsort wird Leipzig genannt.
Über sein Leben und sein berufliches Schaffen nach 1914 ist nichts bekannt. Das Allgemeine Lexikon der bildenden Künstler des XX. Jahrhunderts erwähnt 1955, dass Fränkel „einige Zeit in Düsseldorf, dann in Hamburg tätig“ war, verortet ihn aber als „ansässig ebda.“, womit der Geburtsort Mutzschen gemeint ist. Im Katalog der Deutschen Nationalbibliothek ist ein von Paul Willy Fränkel unter dem Pseudonym W. Vor-Fränki verfasstes, im Selbstverlag 1928 in Mutzschen veröffentlichtes Buch nachweisbar.
Erschwert werden biografische Forschungen durch die Verwechslungsgefahr mit dem gleichnamigen Dresdner Brückenbau-Ingenieur Wilhelm Fränkel und dem Wiener Architekten Wilhelm Fraenkel, der in der Literatur auch als Wilhelm Fränkel genannt wird.

## Werk

### Bauten und Entwürfe
- 1896: Bankgebäude in Grimma[9] (gemeint ist möglicherweise die Mitarbeit an einem Projekt von Wallot oder ein unausgeführter Wettbewerbsentwurf)
- 1899: Wettbewerbsentwurf „Altar“ für Bismarck-Säulen der Deutschen Studentenschaft

Der unter der Namensvariante Willy Fränkel eingereichte Entwurf wurde unter 317 eingereichten Arbeiten mit dem 4. Preis prämiert. Im Preisgericht des Wettbewerbs saß unter anderem Paul Wallot.
- 1902: Mitarbeit an den Ausstellungsbauten für den Deutschen Beton-Verein und den Verein Deutscher Portland-Cement-Fabricanten auf der Industrie- und Gewerbeausstellung Düsseldorf (nach Entwurf von Albrecht Bender)[13]
- 1906: Landhaus "Sechslinden" für Max Emden in Klein-Flottbek (Baukosten rund 200.000 Mark),[14][15] Gartenarchitekt Leberecht Migge. Das Gebäude wird heute vom Jenisch Gymnasium Hamburg genutzt.
- 1909: Wohnhaus für Dr. Arnheim in Hamburg[16]
- 1909: denkmalgeschütztes Einfamilienhaus mit Beischlag, Isekai 5[17]
- 1910: Landhaus für die Schriftstellerin Johanna Wolff und ihren Ehemann in Hamburg-Rissen (Baukosten rund 40.000 Mark)[14][18]
- 1911: Wohnhaus für den Hamburger Immobilienkaufmann Arnold Hertz in der „Parkbesitzung Forellenau“ bei Witzhave

Erstes von insgesamt drei Landhäusern, die am 4. November 1996 als „Kulturdenkmal besonderer Bedeutung in die Denkmalliste Schleswig-Holsteins eingetragen worden“ sind.

### Schriften
- Hamburger Städtebaufragen und anderes, Band 1. Boysen & Maasch, Hamburg 1911. (36 Seiten)
- Hamburger Städtebaufragen, Band 2: Burstah. Selbstverlag, Hamburg 1911. (24 Seiten)
- Bauernjagd. Selbstverlag, Mutzschen 1928. (80 Seiten)